# Pauline Betzová
Pauline May Betzová Addieová (6. srpna 1919 Dayton, Ohio – 31. května 2011 Potomac, Maryland) byla americká tenistka, ženská světová jednička a čtyřnásobná vítězka dvouhry na US Championships. Prvního grandslamu Australian Championships se nikdy nezúčastnila, v roce 1946 druhého hraného grandslamu Wimbledonu se za svou kariéru zúčastnila jen jednou a vítězně, když bez ztráty setu získala titul. Do tehdy třetího grandslamu v pořadí French Championships zasáhla také jen jednou, a to při své cestě po Evropě v roce 1946. Probojovala se do finále ženské dvouhry, ženské čtyřhry a zvítězila ve smíšené čtyřhře.
Americký tenista Jack Kramer o ní prohlásil, že byla po Helen Willsové Moodyové druhou nejlepší tenistkou, kterou viděl hrát.
V roce 1965 byla uvedena do Mezinárodní tenisové síně slávy.

## Tenisová kariéra
První grandslamový titul ve dvouhře získala na US Championships 1942, přestože v rozhodujícím setu semifinálového zápasu za stavu 3–5 odvrátila mečbol proti Margaret Osborneové duPontové. Následující rok triumfovala na turnaji Tri-State hraném v Cincinnati (Ohio), když ve finále zdolala Catherine Wolfovou hladce 6–0, 6–2, aniž by v prvním setu ztratila jediný míček. V roce 1946 vyhrála ve dvouhře nejslavnější turnaj světa Wimbledon bez ztráty setu. Byl to jediný ročník turnaje, na kterém startovala.
Podle Johna Olliffa z The Daily Telegraph a Daily Mailu byla hodnocena na 1. místě dvouhry ženského světového tenisu v roce 1946 (klasifikace za druhé světové války v letech 1940 až 1945 nebyla vytvářena). Mezi americkými tenistkami byla na 1. místě v letech 1942, 1943, 1944 a 1946.
Střední školu absolvovala na Los Angeles High School, poté pokračovala na Rollins College ve Winter Parku na Floridě, kde se stala členkou spolku Kappa Alfa Théta. Provdala se za sportovního novináře Boba Addieho.
Na její počest byl 1. května 2008 přejmenován tenisový areál v Cabin John Regional Park nacházející se v marylandském Potomacu na nový název The Pauline Betz Addie Tennis Center. Addieová jej společně s Allie Ritzenbergovou a Stanleym Hoffbergerem založila roku 1972.

## Grand Slam – statistika finále
- French Championships
  - Finalistka ženské dvouhry: 1946
  - Finalistka ženské čtyřhry: 1946
  - Vítězka smíšené čtyřhry: 1946

- Wimbledon
  - Vítězka ženské dvouhry: 1946
  - Finalistka ženské čtyřhry: 1946

- US Championships
  - Vítězka ženské dvouhry: 1942, 1943, 1944, 1946
  - Finalistka ženské dvouhry: 1941, 1945
  - Finalistka ženské čtyřhry: 1942, 1943, 1944, 1945
  - Finalistka smíšené čtyřhry: 1941, 1943

## Finálová utkání na Grand Slamu – dvouhra

### Vítězství (5)
| Rok  | Turnaj               | Finalistka                    | Výsledek      |
| 1942 | US Championships     | Louise Broughová Clappová     | 4–6, 6–1, 6–4 |
| 1943 | US Championships (2) | Louise Broughová Clappová     | 6–3, 5–7, 6–3 |
| 1944 | US Championships (3) | Margaret Osborneová duPontová | 6–3, 8–6      |
| 1946 | Wimbledon            | Louise Broughová Clappová     | 6–2, 6–4      |
| 1946 | US Championships (4) | Doris Hartová                 | 11–9, 6–3     |

### Finalistka (3)
| Rok  | Turnaj               | Vítězka                       | Výsledek      |
| 1941 | US Championships     | Sarah Palfreyová Cookeová     | 7–5, 6–2      |
| 1945 | US Championships     | Sarah Palfrey Cooke           | 3–6, 8–6, 6–4 |
| 1946 | French Championships | Margaret Osborneová duPontová | 1–6, 8–6, 7–5 |

## Chronologie výsledků na Grand Slamu – dvouhra
| Turnaj                   | 1939  | 1940  | 1941  | 1942  | 1943  | 1944  | 1945  | 19461 | Celkově SR |
| ------------------------ | ----- | ----- | ----- | ----- | ----- | ----- | ----- | ----- | ---------- |
| Australian Championships | A     | A     | NH    | NH    | NH    | NH    | NH    | A     | 0 / 0      |
| French Championships     | A     | NH    | R     | R     | R     | R     | A     | F     | 0 / 1      |
| Wimbledon                | A     | NH    | NH    | NH    | NH    | NH    | NH    | W     | 1 / 1      |
| US Championships         | 1k    | QF    | F     | W     | W     | W     | F     | W     | 4 / 8      |
| SR                       | 0 / 1 | 0 / 1 | 0 / 1 | 1 / 1 | 1 / 1 | 1 / 1 | 0 / 1 | 2 / 3 | 5 / 10     |

R – turnaj omezen jen na tenisty francouzské národnosti v době nacistické okupace.

1V roce 1946 byl French Championships hrán až po Wimbledonu.
| Legenda | Legenda                                   | Legenda | Legenda                     |
| ------- | ----------------------------------------- | ------- | --------------------------- |
| SR      | poměr vyhraných turnajů ku všem odehraným | W–L V–P | výhry–prohry                |
| NH      | daný rok se turnaj nekonal                | A       | turnaje se hráč nezúčastnil |
| 1Q / LQ | prohra v (kole) kvalifikace               | 1k / 1R | prohra v daném kole turnaje |
| QF / ČF | prohra ve čtvrtfinále                     | SF      | prohra v semifinále         |
| F       | prohra ve finále                          | Vítěz   | vítězství v turnaji         |